# Jeredy Hilterman
Jeredy Hilterman (Haarlem, 20 juni 1998) is een Nederlands voetballer, die bij voorkeur als aanvaller speelt. Hij verruilde in 2024 Almere City voor Arminia Bielefeld, dat verhuurt aan SC Cambuur.

## Carrière

### FC Utrecht
Na in de jeugd te hebben gespeeld bij HFC EDO, AZ en Willem II vertrok Jeredy Hilterman in 2017 naar Jong FC Utrecht, waar hij in het betaald voetbal debuteerde. Dit was op 21 augustus 2017, in de met 0-3 verloren thuiswedstrijd tegen FC Oss. Een paar dagen later, op 25 augustus 2017, scoorde hij zijn eerste doelpunt voor Jong FC Utrecht in de met 2-1 verloren uitwedstrijd tegen FC Dordrecht. In het seizoen 2020/21 brak Hilterman definitief door. Hij was inmiddels aanvoerder van Jong FC Utrecht en kwam tot negentien doelpunten in de competitie. Hij scoorde twee keer in wedstrijden tegen Go Ahead Eagles, Jong Ajax, FC Dordrecht, Jong AZ en TOP Oss. Hij speelde in vier seizoenen in totaal 97 wedstrijden voor Jong FC Utrecht, waarin hij goed was voor 27 goals en acht assists.
Door zijn goede vorm maakte Hilterman in het seizoen 2020/21 ook zijn debuut in het eerste elftal van FC Utrecht. Dit gebeurde in een uitwedstrijd tegen AZ. Vervolgens kwam hij dat seizoen in het eerste elftal nog aan minuten tegen RKC Waalwijk en Vitesse. 

### FC Emmen
In juli 2021 vertrok Jeredy Hilterman naar FC Emmen. Voor deze club maakte hij op 6 augustus 2021 zijn debuut tegen Telstar. Jeredy Hilterman maakte direct zijn eerste doelpunt, waarna de wedstrijd eindigde in een 1-1 gelijkspel. Hoewel hij na twintig wedstrijden op acht goals en drie assists stond, mocht hij toch vertrekken bij FC Emmen.

### NAC Breda
Op 31 januari 2022 vertrok Jeredy Hilterman al na een half jaar naar NAC Breda. Daar maakte hij op 4 februari 2022 zijn debuut tegen Roda JC Kerkrade. Net zoals in zijn eerste wedstrijd voor FC Emmen maakte hij ook hier gelijk zijn eerste doelpunt. De wedstrijd eindigde in een 2-2 gelijkspel. Al na enkele maanden, in mei 2022, werd Jeredy Hilterman bij NAC uit de selectie gezet, nadat hij op het kampioensfeest van zijn oude club FC Emmen was verschenen en daarbij publiekelijk had laten weten dat hij in zijn hart nog bij zijn oude club hoorde. Op het podium zei hij namelijk over zijn vertrek bij Emmen: "Ik ben ook maar een mens, ik heb een fout gemaakt. Deze club zal altijd in mijn hart zitten. Mijn gevoel ligt bij Emmen." Voor NAC Breda paste dit niet in het groepsproces, aangezien deze club op dat moment nog wedstrijden voor de promotie/degradatie naar de Eredivisie speelde. Hij mocht daarop ook vertrekken bij NAC, na slechts veertien wedstrijden en twee goals. 

### Almere City FC
Op 12 juli 2022 tekende Hilterman een contract tot 30 juni 2024 bij Almere City FC. Op 5 augustus debuteerde hij met een invalbeurt in de uitwedstrijd tegen VVV Venlo. Hilterman werd met vijftien treffers uiteindelijk clubtopscorer dat seizoen en hielp zijn club daarmee aan promotie naar de Eredivisie via de play-offs. In de nacompetitie zelf was de aanvaller eenmaal trefzeker, tegen FC Eindhoven. In het tweeluik in de finale tegen FC Emmen, kwam hij tweemaal als invaller binnen de lijnen. Hij ging niet mee de Eredivisie in.

### Willem II
Op 24 augustus 2023 werd Hilterman voor het seizoen 2023/24 verhuurd aan Willem II, de rivaal van oud-werkgever NAC Breda. Drie dagen later maakte hij tegen FC Groningen zijn debuut voor Willem II. Op 15 oktober scoorde hij tegen FC Den Bosch zijn eerste doelpunt voor Willem II. Op 22 december scoorde hij in de derby tegen NAC Breda twee doelpunten in een 2-1 overwinning. Op 10 mei 2024 werd Willem II kampioen van de Eerste Divisie door met 3-2 van Telstar te winnen en was Hilterman dus voor het derde seizoen op rij betrokken bij een promotie naar de Eredivisie. Hij kwam dit seizoen tot zestien competitiedoelpunten, waarmee hij vijfde eindigde op de topscorerslijst. 

## Clubstatistieken

### Beloften
| Seizoen         | Club            | Competitie      | Competitie | Competitie |
| Seizoen         | Club            | Competitie      | Wed.       | Dlp.       |
| --------------- | --------------- | --------------- | ---------- | ---------- |
| 2017/18         | Jong FC Utrecht | Eerste divisie  | 32         | 2          |
| 2018/19         | Jong FC Utrecht | Eerste divisie  | 10         | 2          |
| 2019/20         | Jong FC Utrecht | Eerste divisie  | 19         | 4          |
| 2020/21         | Jong FC Utrecht | Eerste divisie  | 36         | 19         |
| Beloften totaal | Beloften totaal | Beloften totaal | 97         | 27         |

### Senioren
| Seizoen                    | Club            | Competitie      | Competitie | Competitie | Beker | Beker | Overig | Overig | Totaal | Totaal |
| Seizoen                    | Club            | Competitie      | Wed.       | Dlp.       | Wed.  | Dlp.  | Wed.   | Dlp.   | Wed.   | Dlp.   |
| -------------------------- | --------------- | --------------- | ---------- | ---------- | ----- | ----- | ------ | ------ | ------ | ------ |
| 2020/21                    | FC Utrecht      | Eredivisie      | 3          | 0          | 0     | 0     | 0      | 0      | 3      | 0      |
| 2021/22                    | FC Emmen        | Eerste divisie  | 20         | 8          | 2     | 0     | 0      | 0      | 22     | 8      |
| 2021/22                    | NAC Breda       | Eerste divisie  | 13         | 2          | 1     | 0     | 0      | 0      | 14     | 2      |
| 2022/23                    | Almere City     | Eerste divisie  | 36         | 14         | 2     | 0     | 5      | 1      | 43     | 15     |
| 2023/24                    | → Willem II     | Eerste divisie  | 35         | 16         | 2     | 1     | 0      | 0      | 37     | 17     |
| Senioren totaal            | Senioren totaal | Senioren totaal | 107        | 40         | 7     | 1     | 5      | 1      | 119    | 42     |
| Carrièretotaal             | Carrièretotaal  | Carrièretotaal  | 204        | 67         | 7     | 1     | 5      | 1      | 216    | 69     |
| Bijgewerkt op 15 mei 2024. |                 |                 |            |            |       |       |        |        |        |        |

## Interlandcarrière
Begin maart 2022 werd bekend dat Jeredy Hilterman was opgenomen in de voorselectie voor Suriname. Onder bondscoach Stanley Menzo speelde hij op 27 maart 2022 zijn eerste interland. Na rust viel hij in de oefeninterland in tegen Thailand. In juni 2022 speelde hij drie interlands in de CONCACAF Nations League waarin hij in alle drie de wedstrijden inviel: uit en thuis tegen Jamaica, en uit tegen Mexico. Op 22 september scoorde hij tegen Nicaragua zijn eerste interlanddoelpunt. 